# المعتقلون الأتراك في غوانتانامو
اعتقلت الولايات المتحدة خمسة أتراك في غوانتانامو. بينما عدد المعتقلين الكلي هو 779 معتقل إداريًا خارج نطاق القضاء في معتقل غوانتانامو الأمريكي في كوبا منذ فتح معسكرات الاعتقال في 11 يناير 2002، وانخفص العدد إلى 160 تقريبًا في ديسمبر 2013.
تم إطلاق سراح العديد من المعتقلين الأتراك في الدعوى القضائية ضد الولايات المتحدة الأمريكية على احتجازهم المعروفة باسم سيليكوغوس ضد رامسفيلد.

## القائمة
| رقم الاعتقال | الاسم             | تاريخ الاعتقال | تاريخ إطلاق السراح | ملاحظات                                                                                      |
| ------------ | ----------------- | -------------- | ------------------ | -------------------------------------------------------------------------------------------- |
| 61           | مراد كورناز       | 2002-02-15     | 2006-08-24         | ولد في ألمانيا من أبويين تركيين، اُعتقل في تورا بورا، طلبت ألمانيا عودته من الولايات المتحدة. |
| 291          | يوكسل سيليك غوغوس |                | 2003-11-18         | أُطلق سراحه في 22 نوفمبر 2003 قبل محاكم المسؤولية الاجتماعية.                                 |
| 297          | إبراهيم سين       |                | 2003-11-18         | أُطلق سراحه في 22 نوفمبر 2003 قبل محاكم المسؤولية الاجتماعية.                                 |
| 298          | صالح يويار        | 2002-02-15     | 2005-04-18         | ألغيت صفة "عدو مقاتل" عنه.                                                                   |
| 543          | محمود نوري مارت   | 2002-02-15     | 2004-03-31         | أُطلق سراحه في 1 أبريل 2004 قبل محاكم المسؤولية الاجتماعية.                                   |